# Daniele III Giovanni Dolfin
Daniele III Giovanni Dolfin, detto Zuanne (Venezia, 14 ottobre 1654 – Costantinopoli, 22 settembre 1729), è stato un politico, ambasciatore e nobile italiano.

## Biografia
Daniele III Giovanni Dolfin appartenente al ramo della famiglia Dolfin di San Pantalon da Daniele II Andrea (1631-1707), di Niccolò e da Elisabetta di Daniele Gradenigo.
Educato per la vita pubblica, iniziò nel 1675 come savio agli Ordini e, dopo aver sposato Pisana Bembo nel 1677 e avuto numerosi figli, scalò i ranghi della politica veneziana ricoprendo molteplici incarichi: camerlengo di Comun, avogadore de Comun, provveditore alla Sanità, senatore e Savio del Consiglio dei Pregadi.
Durante l’occupazione del territorio veneto da parte delle truppe imperiali e franco-spagnole, fu provveditore straordinario a Crema, dove cercò di preservare la neutralità, evitare incidenti e limitare i danni, consapevole della fragilità militare locale. Rassegnato ma ligio, antepose sempre il bene della Repubblica agli affetti familiari.
Nel 1703 fu inviato come ambasciatore a Vienna, dove rimase oltre cinque anni. Operò con abilità diplomatica durante una fase critica della Guerra di Successione Spagnola, mantenendo la posizione neutrale di Venezia e gestendo i difficili rapporti con l’Impero Asburgico. Fu elogiato dal Senato per la sua competenza, ma anche critico verso la debolezza veneziana e le minacce alla sovranità sul Golfo di Venezia.
Nel 1715 venne inviato a Varsavia per sollecitare l’aiuto polacco contro gli Ottomani. Tuttavia trovò un paese paralizzato da numerose lotte intestine caratterizzato da un sistema politico inefficace. Il re, Augusto II, era contestato e il parlamento bloccato dal liberum veto. La missione fallì e, tornato a Venezia avvilito, redasse una relazione che evidenziava la decadenza della politica polacca e suggeriva una più solida alleanza con la Russia.
Successivamente ricoprì ruoli amministrativi, tra cui podestà di Padova e provveditore generale a Palma. Si occupò di opere pubbliche, difese militari e sviluppo locale. Fu candidato a procuratore de ultra, ma non eletto. Nel 1726 fu nominato bailo a Costantinopoli, dove rappresentò Venezia presso la Sublime Porta, difese gli interessi mercantili e si adoperò per la liberazione degli schiavi veneziani.
Morì a Costantinopoli tre anni dopo, nel 1729.

### Mecenatismo e Ca' Dolfin
Fu proprio il Dolfin che in procinto di partire per l'incarico di bailo di Costantinopoli, ormai settantenne, decise che fossero ultimate le decorazioni del salone del palazzo sul rio di Ca' Foscari. La scelta di commissionare le opere agli artisti considerati più celebri o promettenti a quel tempo fu forse consigliata dal fratello Dionisio Dolfin (1663-1734), patriarca di Aquileia. Questi aveva già commissionato prima al cavalier Bambini e al quadraturista Antonio Felice Ferrari alcuni lavori per la nuova biblioteca patriarcale e poi al Tiepolo le decorazioni del palazzo patriarcale di Udine. Bambini e Ferrari avevano già finito da qualche anno gli affreschi della volta del palazzo con una grandiosa Apoteosi di Venezia, ora spettava al relativamente giovane Tiepolo realizzare, negli spazi già predisposti da incorniciature a fresco imitanti degli stucchi, una serie di tele di guerresche storie romane.

Daniele III Giovanni, non ebbe certo modo di vedere le opere del Tiepolo, non fece mai ritorno da Costantinopoli dove morì nel 1729; inoltre a quel tempo non aveva ancora deciso a chi affidare le desiderate pitture e inftti nel suo testamento redatto prima della partenza per questa ultima missione affermava:
«Se Dio me darà vita farò dipingere dalli più celebri pitori li quadri che sono nella sala»
Sebbene presente nei desideri di Daniele III il ciclo viene dai più considerato molto probabilmente materialmente commissionato dall'altro fratello, Daniele IV Gerolamo, morto anch'egli nel 1729, l'assegnazione a Tiepolo pare delia prima della partenza del diplomatico per Costantinopoli. E certamente questi, che già Capitano ed anche Capitano Generale da Mar di battaglie ben se ne intendeva, ebbe modo di apprezzarle almeno durante il corso della loro realizzazione.

## Onorificenze
- Cavaliere dell'Ordine della Stola d'oro.